# Hueso sacro de Tequixquiac

Hueso sacro de Tequixquiac.

El Hueso sacro de Tequixquiac, es una escultura de la cabeza de un animal creada tallando el hueso sacro de un camélido correspondiente al período de la Prehistoria, fechada entre 14000 y 7000 a. C. y considerada una de las obras de arte más antiguas del continente americano. Es un hallazgo único en su tipo dentro del territorio mexicano, también se ha convertido en ícono de identidad de los habitantes de municipio homónimo. La pieza se exhibe de forma permanente en el Museo Nacional de Antropología (México) situado en Ciudad de México.

## Hallazgo

Con las excavaciones del túnel del canal de Desagüe del Estado de México, se encontró la pieza prehistórica en 1870.

Mural de la Prehistoria, representando el tallado del Sacro de Tequixquiac.

Uno de los hallazgos más sobresalientes del arte primitivo en América fue encontrado en el municipio de Tequixquiac, tomó el nombre del Hueso sacro de Tequixquiac y se le atribuye una antigüedad mínima de once a doce mil años.
La pieza fue encontrada durante las excavaciones del Túnel del drenaje profundo de la Ciudad de México. Tequixquiac es un municipio donde se han hecho grandes descubrimientos en cuanto a material fósil se refiere, aunque con el paso del tiempo la tierra y la vegetación han sepultado restos de hombres y animales que posteriormente y de forma casual han sido encontrados, tal es el caso del “Sacro de Tequixquiac” hallado el 4 de febrero de 1870, a doce metros de profundidad, durante las obras de canalización del desagüe de la Ciudad de México; este fósil está considerado como ejemplo de arte sugerido y al que se le dio valor científico para la prehistoria del continente americano.
Aunque se desconoce su propósito original, algunos estudiosos creen que la talla tendría algún valor religioso debido a la santidad atribuida al hueso sacro en las culturas mesoamericanas posteriores. El tallador probablemente era nómada, cazaba animales grandes como mamuts y recolectaba frutos, como demuestra la evidencia arqueológica hallada en la zona. Probablemente usó un instrumento afilado para hacer los agujeros.
La pieza fue de propiedad privada de 1895 a 1956, siendo luego adquirida por el museo.

## Características
- Estilo: Arte prehistórico
- Técnica: talla
- Material: hueso de un camélido[2]
- Altura: 25 centímetros